# Hierarquia militar da Colômbia
A Hierarquia militar da Colômbia consiste na lista e ordenação dos diferentes graus militares, para os oficiais e marinheiros, soldados e aviadores das forças armadas da Colômbia . Os graus são visualmente representados por insígnias colocadas nos uniformes, geralmente em os ombros, as mangas da camisa e no pescoço, entre outros.
Note-se que uma tradução literal do espanhol para o portugues pode ser enganosa enquanto os nomes de classificação não seguem necessariamente a ordem habitual utilizada nas hierarquias militares de outros paises em todos os casos.

## Direito Fundamental
A hierarquia profissional das Forças Armadas da Colômbia é derivada a partir do artigo 217 da Constituição Política da Colômbia, regulamentada através de leis e decretos múltiples, começando com o Decreto n º 1.790, de 2000, até a última e mais atualizada uma , Lei n º 1.405 de 2010.
Segundo isso, o ranking dos policiais militares foram ligeiramente modificados: Acrescenta o posto de Tenente General (Teniente-General) do Exército e da Polícia Nacional, Tenente-General do Ar (Teniente General del Aire) para a Força Aérea, e Almirante de Esquadrão (Almirante de Escuadra) para a Marinha. Estes graus são identificados por 3 (três) estrelas ou sóis acordo com o ramo de serviços. Esta mudança foi instituída a fim de refletir com mais precisão os padrões internacionais na estrutura de comando usado por outras forças armadas. A classificação máxima formalmente alcançada por um oficial das forças armadas é o do General ou Almirante, de 4 (quatro) estrelas ou sóis, de acordo com o ramo de serviços.
Nos termos do protocolo, a ordem estabelecida para as forças é: Exército, Marinha, Força Aérea, Polícia, conforme estabelecido pelo Regimento Militar do Protocolo (Reglamento de Protocolo Militar FFMM).

## Exército

Brasão de Armas do Exército da Colômbia

O Exército é o maior dos três ramos do serviço das Forças Militares da Colômbia , encarregado de defender a soberania, a lei ea ordem em todo o território nacional.
Esta é a seção do Exército de Hierarquia militar da Colômbia.
Esta seção é transcluída em:
- Hierarquia militar da Colômbia
- Exército da Colômbia

## Graus e insígnias
As tabelas a continuação apresentam os graus e insígnias do Exército Nacional da Colômbia.

### Oficiais
| Hierarquia e Insignias - Exército da Colômbia - Oficiais | Hierarquia e Insignias - Exército da Colômbia - Oficiais | Hierarquia e Insignias - Exército da Colômbia - Oficiais | Hierarquia e Insignias - Exército da Colômbia - Oficiais | Hierarquia e Insignias - Exército da Colômbia - Oficiais | Hierarquia e Insignias - Exército da Colômbia - Oficiais | Hierarquia e Insignias - Exército da Colômbia - Oficiais | Hierarquia e Insignias - Exército da Colômbia - Oficiais | Hierarquia e Insignias - Exército da Colômbia - Oficiais | Hierarquia e Insignias - Exército da Colômbia - Oficiais | Hierarquia e Insignias - Exército da Colômbia - Oficiais | Hierarquia e Insignias - Exército da Colômbia - Oficiais |
| -------------------------------------------------------- | -------------------------------------------------------- | -------------------------------------------------------- | -------------------------------------------------------- | -------------------------------------------------------- | -------------------------------------------------------- | -------------------------------------------------------- | -------------------------------------------------------- | -------------------------------------------------------- | -------------------------------------------------------- | -------------------------------------------------------- | -------------------------------------------------------- |
| Código OTAN                                              | OF-10                                                    | OF-9                                                     | OF-8                                                     | OF-7                                                     | OF-6                                                     | OF-5                                                     | OF-4                                                     | OF-3                                                     | OF-2                                                     | OF-1                                                     | OF-1                                                     |
| Colombia                                                 | Sem equivalente                                          |                                                          |                                                          |                                                          |                                                          |                                                          |                                                          |                                                          |                                                          |                                                          |                                                          |
| (em castelhano)                                          | -                                                        | General de Ejercito                                      | Teniente General                                         | Mayor General                                            | Brigadier General                                        | Coronel                                                  | Teniente Coronel                                         | Mayor                                                    | Capitán                                                  | Teniente                                                 | Subteniente                                              |
| Abbr.                                                    | -                                                        | GR                                                       | TG                                                       | MG                                                       | BG                                                       | CR                                                       | TC                                                       | MY                                                       | CT                                                       | TE                                                       | ST                                                       |
| (em português)                                           | -                                                        | General                                                  | Tenente-General                                          | Major-General                                            | Brigadeiro-General                                       | Coronel                                                  | Tenente-Coronel                                          | Major                                                    | Capitão                                                  | Tenente                                                  | Segundo-Tenente                                          |
| Uniforme No. 3B                                          | Sem equivalente                                          |                                                          |                                                          |                                                          |                                                          |                                                          |                                                          |                                                          |                                                          |                                                          |                                                          |
| Uniforme de camuflagem                                   | Sem equivalente                                          |                                                          |                                                          |                                                          |                                                          |                                                          |                                                          |                                                          |                                                          |                                                          |                                                          |

### Praças
| Hierarquia e Insignias - Exército da Colômbia - Praças | Hierarquia e Insignias - Exército da Colômbia - Praças | Hierarquia e Insignias - Exército da Colômbia - Praças | Hierarquia e Insignias - Exército da Colômbia - Praças | Hierarquia e Insignias - Exército da Colômbia - Praças | Hierarquia e Insignias - Exército da Colômbia - Praças | Hierarquia e Insignias - Exército da Colômbia - Praças | Hierarquia e Insignias - Exército da Colômbia - Praças | Hierarquia e Insignias - Exército da Colômbia - Praças | Hierarquia e Insignias - Exército da Colômbia - Praças | Hierarquia e Insignias - Exército da Colômbia - Praças | Hierarquia e Insignias - Exército da Colômbia - Praças | Hierarquia e Insignias - Exército da Colômbia - Praças |
| ------------------------------------------------------ | ------------------------------------------------------ | ------------------------------------------------------ | ------------------------------------------------------ | ------------------------------------------------------ | ------------------------------------------------------ | ------------------------------------------------------ | ------------------------------------------------------ | ------------------------------------------------------ | ------------------------------------------------------ | ------------------------------------------------------ | ------------------------------------------------------ | ------------------------------------------------------ |
| Código OTAN                                            | OR-9                                                   | OR-9                                                   | OR-8                                                   | OR-7                                                   | OR-6                                                   | OR-5                                                   | OR-4                                                   | OR-3                                                   | OR-2                                                   | OR-1                                                   | OR-1                                                   | OR-1                                                   |
| Colombia                                               |                                                        |                                                        |                                                        |                                                        |                                                        |                                                        |                                                        |                                                        |                                                        |                                                        |                                                        | Sem Insígnia                                           |
| (em castelhano)                                        | Sargento Mayor de Comando Conjunto                     | Sargento Mayor de Comando                              | Sargento Mayor                                         | Sargento Primero                                       | Sargento Vice Primero                                  | Sargento Segundo                                       | Cabo Primero                                           | Cabo Segundo                                           | Cabo Tercero                                           | Dragoneante                                            | Soldado Profesional                                    | Soldado                                                |
| Abbr.                                                  | SMCC                                                   | SMC                                                    | SM                                                     | SP                                                     | SV                                                     | SS                                                     | CP                                                     | CS                                                     | C3                                                     | -                                                      | -                                                      | -                                                      |
| (em português)                                         | Sargento-Major de Comando Misto                        | Sargento-Major de Comando                              | Sargento-Major                                         | Primeiro-Sargento                                      | Sargento de Primeira Classe                            | Segundo-Sargento                                       | Cabo                                                   | Segundo-Cabo                                           | Terceiro-Cabo                                          | Soldado                                                | Soldado (Profissional)                                 | Soldado                                                |

- Soldado: Recruta, que presta o serviço militar obrigatório nos termos da lei [n 2].
- Soldado Profissional: Soldado que, após o serviço militar obrigatório, decidiram continuar em vigor e fazer do Exército sua profissão. Eles recebem um salário que aumenta com a ascensão na hierarquia da instituição, tem direito às prestações sociais e se aposentar após 20 anos de serviço.
- Dragoneante: Excelente soldado, por mérito do serviço pode receber treinamento adicional, e fica com comando de outros soldados da mesma antiguidade ou menos. Esses soldados são geralmente utilizadas como comandantes de esquadrão.

## Marinha

Brasão de Armas da Marinha colômbiana

A Marinha da Colômbia (Armada de la República de Colombia (em castelhano)) é o ramo de serviço marítimo das Forças Armadas da Colômbia , responsável pela segurança e defesa dos mares da Colômbia, tanto do Caribe e do Pacífico, além da extensa rede de rios no interior do país, e algumas pequenas áreas de terras sob sua jurisdição direta.
Esta é a seção da Marinha de Hierarquia militar da Colômbia.
Esta seção é transcluída em:
- Hierarquia militar da Colômbia
- Marinha da Colômbia

## Graus e Insígnias
As tabelas a continuação apresentam os graus e insígnias da Marinha da Colômbia.

### Oficiais
|                 | Hierarquia e Insignias - Marinha da Colômbia - Oficiais | Hierarquia e Insignias - Marinha da Colômbia - Oficiais | Hierarquia e Insignias - Marinha da Colômbia - Oficiais | Hierarquia e Insignias - Marinha da Colômbia - Oficiais | Hierarquia e Insignias - Marinha da Colômbia - Oficiais | Hierarquia e Insignias - Marinha da Colômbia - Oficiais | Hierarquia e Insignias - Marinha da Colômbia - Oficiais | Hierarquia e Insignias - Marinha da Colômbia - Oficiais | Hierarquia e Insignias - Marinha da Colômbia - Oficiais | Hierarquia e Insignias - Marinha da Colômbia - Oficiais | [veja Anexo]        |
| --------------- | ------------------------------------------------------- | ------------------------------------------------------- | ------------------------------------------------------- | ------------------------------------------------------- | ------------------------------------------------------- | ------------------------------------------------------- | ------------------------------------------------------- | ------------------------------------------------------- | ------------------------------------------------------- | ------------------------------------------------------- | ------------------- |
| Código OTAN     | OF-10                                                   | OF-9                                                    | OF-8                                                    | OF-7                                                    | OF-6                                                    | OF-5                                                    | OF-4                                                    | OF-3                                                    | OF-2                                                    | OF-1                                                    | OF-1                |
| Colombia        | No equivalent                                           |                                                         |                                                         |                                                         |                                                         |                                                         |                                                         |                                                         |                                                         |                                                         |                     |
| (em castelhano) | -                                                       | Almirante                                               | Almirante de Escuadra                                   | Vicealmirante                                           | Contralmirante                                          | Capitán de Navío                                        | Capitán de Fragata                                      | Capitán de Corbeta                                      | Teniente de Navío                                       | Teniente de Fragata                                     | Teniente de Corbeta |
| Abbr.           | -                                                       | ALM                                                     | ALME                                                    | VALM                                                    | CALM                                                    | CN                                                      | CF                                                      | CC                                                      | TN                                                      | TF                                                      | TC                  |
| (em português)  | -                                                       | Almirante                                               | Almirante de Esquadra                                   | Vice-Almirante                                          | Contra-almirante                                        | Capitão do Navío                                        | Capitão de Fragata                                      | Capitão de Corveta                                      | Tenente do Navío                                        | Tenente de Fragata                                      | Tenente da Corveta  |

### Praças
|                 | Hierarquia e Insignias - Marinha da Colômbia - Praças | Hierarquia e Insignias - Marinha da Colômbia - Praças | Hierarquia e Insignias - Marinha da Colômbia - Praças | Hierarquia e Insignias - Marinha da Colômbia - Praças | Hierarquia e Insignias - Marinha da Colômbia - Praças | Hierarquia e Insignias - Marinha da Colômbia - Praças | Hierarquia e Insignias - Marinha da Colômbia - Praças | Hierarquia e Insignias - Marinha da Colômbia - Praças | Hierarquia e Insignias - Marinha da Colômbia - Praças | [veja Anexo]  |
| --------------- | ----------------------------------------------------- | ----------------------------------------------------- | ----------------------------------------------------- | ----------------------------------------------------- | ----------------------------------------------------- | ----------------------------------------------------- | ----------------------------------------------------- | ----------------------------------------------------- | ----------------------------------------------------- | ------------- |
| Código OTAN     | OR-9                                                  | OR-9                                                  | OR-8                                                  | OR-7                                                  | OR-6                                                  | OR-5                                                  | OR-4                                                  | OR-3                                                  | OR-2                                                  | OR-1          |
| Colombia        |                                                       |                                                       |                                                       |                                                       |                                                       |                                                       |                                                       |                                                       |                                                       | No equivalent |
| (em castelhano) | Suboficial Jefe Técnico de Comando Conjunto           | Suboficial Jefe Técnico de Comando                    | Suboficial Jefe Técnico                               | Suboficial Jefe                                       | Suboficial Primero                                    | Suboficial Segundo                                    | Suboficial Tercero                                    | Marinero Primero                                      | Marinero Segundo                                      | -             |
| Abbr.           | SJTCC                                                 | SJTC                                                  | SJT                                                   | SJ                                                    | S1                                                    | S2                                                    | S3                                                    | MA1                                                   | MA2                                                   | -             |
| (em português)  | Suboficial Técnico Chefe de Comando Misto             | Suboficial Técnico Chefe de Comando                   | Suboficial Técnico Chefe                              | Suboficial Chefe                                      | Suboficial Primeiro                                   | Suboficial segundo                                    | Suboficial terceiro                                   | Marinheiro Primeiro                                   | Marinheiro Segundo                                    | -             |

## Infantaria de Marinha

Brasão de armas da Infantaria da Marinha colombiana

Na Colômbia, a Infantaria da Marinha é um corpo que depende da Marinha colombiana e não um ramo de serviço completo por si só. Sendo encarregado de operações anfíbias e ribeirinhas e do litoral, a IM apresenta uma combinação um tanto estranha de nomes derivados do Exército, combinado com insígnias da Marinha.

## Graus e Insignias
As tabelas a continuação apresentam os graus e insígnias da Infantaria de Marinha da Colômbia.

### Oficiais
|                 | Hierarquia e Insignias - Infantaria da Marinha da Colômbia - Oficiais | Hierarquia e Insignias - Infantaria da Marinha da Colômbia - Oficiais | Hierarquia e Insignias - Infantaria da Marinha da Colômbia - Oficiais | Hierarquia e Insignias - Infantaria da Marinha da Colômbia - Oficiais | Hierarquia e Insignias - Infantaria da Marinha da Colômbia - Oficiais | Hierarquia e Insignias - Infantaria da Marinha da Colômbia - Oficiais | Hierarquia e Insignias - Infantaria da Marinha da Colômbia - Oficiais | Hierarquia e Insignias - Infantaria da Marinha da Colômbia - Oficiais | Hierarquia e Insignias - Infantaria da Marinha da Colômbia - Oficiais | Hierarquia e Insignias - Infantaria da Marinha da Colômbia - Oficiais | [veja Anexo]    |
| --------------- | --------------------------------------------------------------------- | --------------------------------------------------------------------- | --------------------------------------------------------------------- | --------------------------------------------------------------------- | --------------------------------------------------------------------- | --------------------------------------------------------------------- | --------------------------------------------------------------------- | --------------------------------------------------------------------- | --------------------------------------------------------------------- | --------------------------------------------------------------------- | --------------- |
| Código OTAN     | OF-10                                                                 | OF-9                                                                  | OF-8                                                                  | OF-7                                                                  | OF-6                                                                  | OF-5                                                                  | OF-4                                                                  | OF-3                                                                  | OF-2                                                                  | OF-1                                                                  | OF-1            |
| Colombia        | Sin equivalencia                                                      |                                                                       |                                                                       |                                                                       |                                                                       |                                                                       |                                                                       |                                                                       |                                                                       |                                                                       |                 |
| (em castelhano) | -                                                                     | General                                                               | Teniente General                                                      | Mayor General                                                         | Brigadier                                                             | Coronel                                                               | Teniente Coronel                                                      | Mayor                                                                 | Capitán                                                               | Teniente                                                              | Subteniente     |
| Abbr.           | -                                                                     | GR                                                                    | TG                                                                    | MG                                                                    | BG                                                                    | CR                                                                    | TC                                                                    | MY                                                                    | CT                                                                    | TE                                                                    | ST              |
| (em português)  | -                                                                     | General                                                               | Tenente-General                                                       | Major_General                                                         | Brigadeiro-General                                                    | Coronel                                                               | Tenente-Coronel                                                       | Major                                                                 | Capitão                                                               | Tenente                                                               | Segundo-Tenente |

### Praças
|                 | Hierarquia e Insignias - Infantaria da Marinha da Colômbia - Praças | Hierarquia e Insignias - Infantaria da Marinha da Colômbia - Praças | Hierarquia e Insignias - Infantaria da Marinha da Colômbia - Praças | Hierarquia e Insignias - Infantaria da Marinha da Colômbia - Praças | Hierarquia e Insignias - Infantaria da Marinha da Colômbia - Praças | Hierarquia e Insignias - Infantaria da Marinha da Colômbia - Praças | Hierarquia e Insignias - Infantaria da Marinha da Colômbia - Praças | Hierarquia e Insignias - Infantaria da Marinha da Colômbia - Praças | Hierarquia e Insignias - Infantaria da Marinha da Colômbia - Praças | [veja Anexo]    |
| --------------- | ------------------------------------------------------------------- | ------------------------------------------------------------------- | ------------------------------------------------------------------- | ------------------------------------------------------------------- | ------------------------------------------------------------------- | ------------------------------------------------------------------- | ------------------------------------------------------------------- | ------------------------------------------------------------------- | ------------------------------------------------------------------- | --------------- |
| Código OTAN     | OR-9                                                                | OR-9                                                                | OR-8                                                                | OR-7                                                                | OR-6                                                                | OR-5                                                                | OR-4                                                                | OR-3                                                                | OR-2                                                                | OR-1            |
| Colombia        |                                                                     |                                                                     |                                                                     |                                                                     |                                                                     |                                                                     |                                                                     |                                                                     |                                                                     | No Insignia     |
| (em castelhano) | Sargento Mayor de Comando Conjunto                                  | Sargento Mayor de Comando                                           | Sargento Mayor                                                      | Sargento Primero                                                    | Sargento Vice Primero                                               | Sargento Segundo                                                    | Cabo Primero                                                        | Cabo Segundo                                                        | Cabo Tercero                                                        | Infante Regular |
| Abbr.           | SMCCCIM                                                             | SMCCIM                                                              | SMCIM                                                               | SPCIM                                                               | SVCIM                                                               | SSCIM                                                               | CPCIM                                                               | CSCIM                                                               | C3CIM                                                               | -               |
| (em português)  | Sargento-Major de Comando Misto                                     | Sargento-Major de Comando                                           | Sargento-Major                                                      | Primeiro-Sargento                                                   | Sargento de Primeira Classe                                         | Segundo-Sargento                                                    | Cabo                                                                | Segundo-Cabo                                                        | Terceiro-Cabo                                                       | Infante         |

## Força Aérea

Brasão de armas da Força Aérea Colômbiana

A Força Aérea Colombiana é o ramo de serviços das Forças Armadas da Colômbia, encarregado da proteção e defesa da soberania do espaço aéreo colombiano.

## Graus e Insígnias
As tabelas a continuação apresentam os graus e insígnias da Força Aérea da Colômbia.

## Oficiais
|                 | Hierarquia e Insignias - Força Aérea da Colômbia - Oficiais | Hierarquia e Insignias - Força Aérea da Colômbia - Oficiais | Hierarquia e Insignias - Força Aérea da Colômbia - Oficiais | Hierarquia e Insignias - Força Aérea da Colômbia - Oficiais | Hierarquia e Insignias - Força Aérea da Colômbia - Oficiais | Hierarquia e Insignias - Força Aérea da Colômbia - Oficiais | Hierarquia e Insignias - Força Aérea da Colômbia - Oficiais | Hierarquia e Insignias - Força Aérea da Colômbia - Oficiais | Hierarquia e Insignias - Força Aérea da Colômbia - Oficiais | Hierarquia e Insignias - Força Aérea da Colômbia - Oficiais | [veja Anexo] |
| --------------- | ----------------------------------------------------------- | ----------------------------------------------------------- | ----------------------------------------------------------- | ----------------------------------------------------------- | ----------------------------------------------------------- | ----------------------------------------------------------- | ----------------------------------------------------------- | ----------------------------------------------------------- | ----------------------------------------------------------- | ----------------------------------------------------------- | ------------ |
| Código OTAN     | OF-10                                                       | OF-9                                                        | OF-8                                                        | OF-7                                                        | OF-6                                                        | OF-5                                                        | OF-4                                                        | OF-3                                                        | OF-2                                                        | OF-1                                                        | OF-1         |
| Colombia        | No Equivalent                                               |                                                             |                                                             |                                                             |                                                             |                                                             |                                                             |                                                             |                                                             |                                                             |              |
| (em castelhano) | -                                                           | General del Aire                                            | Mayor General del Aire                                      | Brigadier General del Aire                                  | Coronel                                                     | Teniente Coronel                                            | Mayor                                                       | Capitán                                                     | Teniente                                                    | Subteniente                                                 |              |
| Abbr.           | -                                                           | GR                                                          | MG                                                          | BG                                                          | CR                                                          | TC                                                          | MY                                                          | CT                                                          | TE                                                          | ST                                                          |              |
| (em português)  | -                                                           | General do Ar                                               | Major_General do Ar                                         | Brigadeiro-General do Ar                                    | Coronel                                                     | Tenente-Coronel                                             | Major                                                       | Capitão                                                     | Tenente                                                     | Segundo-Tenente                                             |              |

## Praças
|                 | Hierarquia e Insignias - Força Aérea da Colômbia - Praças | Hierarquia e Insignias - Força Aérea da Colômbia - Praças | Hierarquia e Insignias - Força Aérea da Colômbia - Praças | Hierarquia e Insignias - Força Aérea da Colômbia - Praças | Hierarquia e Insignias - Força Aérea da Colômbia - Praças | Hierarquia e Insignias - Força Aérea da Colômbia - Praças | Hierarquia e Insignias - Força Aérea da Colômbia - Praças | Hierarquia e Insignias - Força Aérea da Colômbia - Praças | Hierarquia e Insignias - Força Aérea da Colômbia - Praças | [veja Anexo]  |
| --------------- | --------------------------------------------------------- | --------------------------------------------------------- | --------------------------------------------------------- | --------------------------------------------------------- | --------------------------------------------------------- | --------------------------------------------------------- | --------------------------------------------------------- | --------------------------------------------------------- | --------------------------------------------------------- | ------------- |
| Código OTAN     | OR-9                                                      | OR-9                                                      | OR-8                                                      | OR-7                                                      | OR-6                                                      | OR-5                                                      | OR-4                                                      | OR-3                                                      | OR-2                                                      | OR-1          |
| Colombia        |                                                           |                                                           |                                                           |                                                           |                                                           |                                                           |                                                           |                                                           |                                                           | No equivalent |
| (em castelhano) | Técnico Jefe de Comando Conjunto                          | Técnico Jefe de Comando                                   | Técnico Jefe                                              | Técnico Subjefe                                           | Técnico Primero                                           | Técnico Segundo                                           | Técnico Tercero                                           | Técnico Cuarto                                            | Aerotécnico                                               | -             |
| Abbr.           | TJCC                                                      | TJC                                                       | TJ                                                        | TS                                                        | TP                                                        | T2                                                        | T3                                                        | T4                                                        | AT                                                        | -             |
| (em português)  | Suboficial Técnico Chefe de Comando Misto                 | Suboficial Técnico Chefe de Comando                       | Suboficial Técnico Chefe                                  | Técnico Sub-Chefe                                         | Técnico Primeiro                                          | Técnico segundo                                           | Técnico terceiro                                          | Técnico Quarto                                            | AeroTécnico                                               | -             |